# Regobarrosia aureogrisea
Regobarrosia aureogrisea là một loài bướm đêm thuộc phân họ Arctiinae, họ Erebidae.